# Dominic Keating
Dominic Keating (Leicester (East Midlands), 1 juli 1962) is een Brits acteur. Hij studeerde geschiedenis aan de University College van Londen.
Keating vertolkte vier jaar de rol van Luitenant Malcolm Reed in de sciencefictionserie Star Trek: Enterprise. Hij nam gastrollen in diverse televisieseries voor zijn rekening, onder meer in Heroes waar hij in vier afleveringen te zien is en in Prison Break, waar hij in twee afleveringen een rol vertolkte. In 2007 vertolkte hij de rol van wetenschapper Forbes McGuire in de film Species - The Awakening, de vierde film in de sciencefiction-/thrillerreeks Species. Keating werkt ook als stemacteur. Hij doet voice-overs voor reclamespots en audio-boeken.